# 유증 (평곡절후)
유증(劉曾, ? ~ ?)은 전한 후기의 제후로, 광릉여왕의 아들이다.

## 행적
본시 원년(기원전 73년), 평곡후(平曲侯)에 봉해졌다.
오봉 4년(기원전 54년), 광릉여왕의 죄에 연좌되어 작위가 박탈되었다가 복권되었다.
시호를 절이라 하였고, 아들 유림이 작위를 이었다.

## 출전
- 반고, 《한서》 권15하 왕자후표 下